# Psicoética
El vocablo Psicoética, usado para designar a la ética de la práctica profesional de psicólogos y psiquiatras fue acuñado en 1988 por el Dr. Omar França en su Tesis de Licenciatura en Teología Moral por la Universidad Pontificia de Comillas (Madrid). Posteriormente el Dr.Javier Gafo –director de la tesis- publicó el libro "10 palabras clave en bioética" en el que retoma entre una de esas 10 palabras, al vocablo “Psicoética” usado por França.En 1996 el Dr.França publicó su libro “Ética de la Práctica Psicológica y Psiquiátrica: una introducción a la Psicoética” (Bilbao: Desclée, 1996) en el que por primera vez, en castellano, se desarrolla sistemática y metódicamente todos los temas éticos que se relacionan con la práctica psicológica y psiquiátrica, y son los componentes de esta disciplina emergente denominada Psicoética.
El Libro de França-Tarragó sigue siendo el libro de texto que trata de forma coherente y orgánica los distintos puntos que se vinculan con la ética de la práctica de los profesionales de la salud mental, y sigue siendo un material de estudio usado ampliamente en programas de enseñanza en facultades de psicología, tanto de América (incluyendo programas académicos en castellano de los Estados Unidos) como de España.

## Principios Psicoéticos Fundamentales
Promulgados en 1978 por la Comisión Nacional para la Protección de los Sujetos Humanos respecto a la Investigación Biomédica y Conductista (EE. UU.) en el conocido como Informe Belmont, los principios psicoéticos fundamentales suponen una ética de mínimos.
El informe propone tres principios fundamentales, estando los dos primeros ya más o menos recogidos en los códigos deontológicos vigentes en las profesiones de corte sanitario de la época. No sucede así con el tercero, cuya inclusión supuso una revolución en la consideración de las relaciones entre personal sanitario y enfermo. 
Los principios son:
- Principio de Dignidad humana
- Principio de Beneficencia
- Principio de Justicia
- Principio de Autonomía

### Principio de Dignidad humana
Todo profesional y especialmente los dedicados a la salud humana, asumen que toda persona sin distinción alguna reclama para si el estatus de supremacía por encima de todos los seres de la creación. El Psicólogo al actuar entre iguales valora su dignidad y la de los demás.

### Principio de Beneficencia
El principio de beneficencia exige del profesional “Hacer lo posible por producir el bien a través del ejercicio profesional”.
El beneficiario de ese acto profesional de beneficencia será el paciente a cargo, en este caso, del psicólogo. Ahora bien, el trato profesional podrá tener una repercusión de alcance mayor, en cuyo caso también será necesario valorarla. Bajo cualquier circunstancia se impondrá la norma moral de mantener el secreto profesional.
Se entenderá por bien la promoción de la salud, considerando ésta como el “proceso de crecimiento y desarrollo humano, que no siempre sucede sin dificultad y que incluye la totalidad del ser humano. Dicha salud se relaciona con el estilo de vida de cada persona, y su forma de afrontar ese proceso en el seno de los patrones culturales en los que vive”.
En relación con este principio, algunos filósofos consideran que debe ser complementado con el Principio de No-Maleficencia, según el cual, antes que nada debe procurarse evitar hacer daño.

### Principio de Justicia
Reclama un trato igualitario para los posibles beneficiarios de la atención profesional del psicólogo, en el destino de recursos materiales y humanos, así como en la distribución de beneficios y riesgos. 
Como claves para entender qué puede considerarse un trato igualitario, el Informe Belmont incluía varias fórmulas en las que compendiaba el distinto modo de entender la distribución justa de recursos:
- A cada persona una participación igual
- A cada persona de acuerdo con sus necesidades
- A cada persona de acuerdo con sus esfuerzos individuales
- A cada persona de acuerdo con su contribución social
- A cada persona de acuerdo con sus méritos

Criterios para la acción hoy ampliamente aceptados:
- En el marco sanitario del Estado del Bienestar por justicia se ha de entender, la obligación de que se cubran las necesidades sanitarias básicas y de urgencia; pero no aquellos tratamientos que, pudiendo contribuir a la mejora de la calidad de vida, no suponen una mejora significativa en las condiciones de salud
- Evitar todo trato discriminatorio que pueda vejar la dignidad de la persona o que pueda afectar negativamente a su salud (física o psíquica)
- Distribución equitativa de recursos. En aquellos casos en que pueda hablarse de condiciones iguales de salud
- Usar sólo los recursos proporcionados al caso concreto que se trate y a la situación general de necesidad en que dicho caso se dé

### Principio de Autonomía
Supone el reconocimiento del derecho del paciente a participar en la toma de decisiones sanitarias que le puedan afectar.
Este principio constituye el principal rasgo diferenciador de los códigos deontológicos contemporáneos frente a los anteriores. Su fundamento ético se remonta a la Ilustración (siglo XVIII), concepción filosófica según la cual el ser humano está revestido de una dignidad que impide su tratamiento como mero objeto.
El principio de autonomía impone la idea de un especialista-consultor y socio, empeñado en ayudar al paciente-adulto y responsable a que se ayude a sí mismo eligiendo, en cada caso, las mejores opciones.